# Pasić
Ne doit pas être confondu avec Pašić.
Pasić (en cyrillique : Пасић) est un village de Bosnie-Herzégovine. Il est situé dans la municipalité de Tomislavgrad, dans le canton 10 et dans la fédération de Bosnie-et-Herzégovine. Selon les premiers résultats du recensement bosnien de 2013, il compte 263 habitants.

## Géographie
Le village est situé au sud du lac de Buško et à la frontière entre la Bosnie-Herzégovine et la Croatie.

## Démographie

### Évolution historique de la population dans la localité
| 1948 | 1953 | 1961 | 1971 | 1981 | 1991 | 2013 |
| ---- | ---- | ---- | ---- | ---- | ---- | ---- |
| -    | -    | 503  | 376  | 259  | 150  | 263  |

|  |

### Répartition de la population par nationalités (1991)
En 1991, les 150 habitants du village étaient tous croates.